# Son of the Velvet Rat
Son of the Velvet Rat ist eine österreichische Band, gegründet von Frontmann Georg Altziebler und Heike Binder.

## Geschichte
Son of the Velvet Rat wurde 2003 von Georg Altziebler und seiner Frau Heike Binder gegründet. Die ersten Veröffentlichungen Spare Some Sugar [for the Rat] und By My Side erschienen 2003 auf Starfish Records, einem kalifornischen Independent-Label.
Ab 2006 erschien Son of the Velvet Rat auf dem Wiener Indie-Label monkey. Im selben Jahr erreichte Fall with Me Platz 3 der österreichischen FM4-Charts. 2008 wurde Son of the Velvet Rat für den Amadeus Austrian Music Award in der Kategorie „Alternative“ nominiert.
Ebenso wie das Vorgängeralbum Red Chamber Music, wurde das Album Firedancer zum „Besten Österreichischen Album des Jahres“ der Wiener Zeitung gewählt. Firedancer wurde am 21. März 2014 auch in den USA veröffentlicht.
Einige der Alben von Son of the Velvet Rat wurden in Südkorea auf dem Label Polyphone veröffentlicht.
Seit 2017 erscheinen die Alben der Band auf dem Kalifornischen Label Fluff and Gravy Records (Portland).
Son of the Velvet Rat tourt in verschiedenen Besetzungen in den USA und Europa. Das Paar lebt wahlweise in Österreich und Kalifornien.

## Stil, Rezeption und Kooperationen
Die Musik von Son of the Velvet Rat ist inspiriert von Künstlern wie Townes Van Zandt, dem französischen Chansonier Georges Brassens oder den Garage-Rockern Dead Moon. Die Musik Altzieblers wurde oftmals mit der von Bob Dylan, Leonard Cohen und Tom Waits verglichen, aber auch mit Namen wie Radiohead in Zusammenhang gebracht. Sein Stil wurde beschrieben als Folk Noir, Folk Rock, Garage Rock oder Americana.
Von Beginn an, wurden die Veröffentlichungen Georg Altzieblers in Österreich und Europa von der Kritik positiv aufgenommen. Von der österreichischen Tageszeitung Kurier bekam Altziebler den Titel „Bester Songwriter, den das Land hervorgebracht hat“ zugeschrieben.
Georg Altziebler kooperierte 2011 mit Lucinda Williams auf Red Chamber Music, dem ehemaligen Wilco-Drummer Ken Coomer, der die Alben Loss & Love (2007) und Animals (2009) auch produzierte, Kristof Hahn (Swans) und Richard Pappik (Element of Crime). Lucinda Williams sprach in einem Stereo-Subversion-Interview über ein Konzert der Band, das sie in Los Angeles miterlebt hatte. Peter Jesperson, ehemaliger Produzent und Manager der Replacements, schrieb die Liner Notes für das Album Red Chamber Music.
Das Studioalbum Dorado von 2017 wurde vom Produzenten und Singer-Songwriter Joe Henry produziert und erschien auf dem amerikanischen Label Fluff & Gravy Records. Der darauf zu hörende Song Blood Red Shoes wird stimmlich von Victoria Williams unterstützt.
Am 21. März 2021 erschien das Studioalbum Solitary Company ebenfalls auf Fluff & Gravy Records.
Nach drei Jahren Pause erschien am 22. März 2024 das Studioalbum Ghost Ranch, wieder auf Fluff & Gravy Records. Auf vier Songs (Beautiful Day, Deeper Shade of Blue, Rosary und Kindness of the Moon) ist die kalifornische Singer/Songwriterin Jolie Holland (Gesang, Violine) zu Gast. Auf Rosary spielt Marc Ribot Gitarre.

## Diskografie

### Alben
- 2003: By My Side (starfish)
- 2006: Playground ( monkey.)
- 2007: Loss & Love (monkey.)[22][23]
- 2009: Animals (monkey.)
- 2010: Monkey Years (LP, Kompilation, monkey.)
- 2011: Red Chamber Music (monkey.)[24]
- 2012: Reaper (Cover-Album, monkey.)
- 2013: Firedancer (monkey.)[25]
- 2014: Live Tape (Live-Album, rat music)
- 2017: Dorado (Fluff & Gravy and Mint 400 Records)
- 2018: The Late Show (Fluff & Gravy Records)
- 2020: Monkey Years #2 (LP, Kompilation, monkey.)
- 2021: Solitary Company (Fluff & Gravy Records)
- 2024: Ghost Ranch (Fluff & Gravy Records)

### EPs
- 2003: Spare Some Sugar [For the Rat] (EP, starfish)
- 2004: Alpha Suite (EP)
- 2008: Gravity (EP, monkey.)
- 2015: Desert Stories (EP, Rat Music)
- 2018: Desert Stories 2 (EP, Rat Music)

### Bücher
- 2011: Songs (Lyrics)[26]
- 2016: Songs #2 (Lyrics)[27]

### Videos
- 2007: Are the Angels Pretty? (FordBrothers) Video
- 2012: White Patch of Canvas (ft Lucinda Williams) (Paul Kranzler) Video
- 2013: Captain’s Daughter (OchoResotto) Video
- 2017: Blood Red Shoes (Studio D, Diane Best) Video
- 2021: Solitary Company (Heidi Fial) Video
- 2021: When the Lights go down (Gordon Clark) Video
- 2021: Beautiful Disarray (Heidi Fial) Video
- 2023: Beautiful Day (Vanny Terrain) Video
- 2024: Rosary (Gordon Clark) Video
- 2024: Deeper Shade of Blue (Diane Best) Video